# Dogneville
Dogneville és un municipi francès, situat al departament dels Vosges i a la regió del Gran Est. L'any 2007 tenia 1.503 habitants.

## Demografia

### Població
El 2007 la població de fet de Dogneville era de 1.503 persones. Hi havia 643 famílies, de les quals 182 eren unipersonals (62 homes vivint sols i 120 dones vivint soles), 216 parelles sense fills, 220 parelles amb fills i 25 famílies monoparentals amb fills.
La població ha evolucionat segons el següent gràfic:
Habitants censats

### Habitatges
El 2007 hi havia 678 habitatges, 650 eren l'habitatge principal de la família, 4 eren segones residències i 24 estaven desocupats. 595 eren cases i 84 eren apartaments. Dels 650 habitatges principals, 535 estaven ocupats pels seus propietaris, 103 estaven llogats i ocupats pels llogaters i 12 estaven cedits a títol gratuït; 10 tenien una cambra, 25 en tenien dues, 75 en tenien tres, 136 en tenien quatre i 404 en tenien cinc o més. 542 habitatges disposaven pel capbaix d'una plaça de pàrquing. A 281 habitatges hi havia un automòbil i a 320 n'hi havia dos o més.

### Piràmide de població
La piràmide de població per edats i sexe el 2009 era:
| Homes | Edats   | Dones |
| ----- | ------- | ----- |
| 0     | 95 o +  | 0     |
| 0     | 90 a 94 | 4     |
| 4     | 85 a 89 | 8     |
| 8     | 80 a 84 | 8     |
| 16    | 75 a 79 | 16    |
| 16    | 70 a 74 | 16    |
| 36    | 65 a 69 | 36    |
| 56    | 60 a 64 | 60    |
| 16    | 55 a 59 | 32    |
| 52    | 50 a 54 | 60    |
| 88    | 45 a 49 | 44    |
| 80    | 40 a 44 | 88    |
| 48    | 35 a 39 | 60    |
| 44    | 30 a 34 | 56    |
| 32    | 25 a 29 | 16    |
| 28    | 20 a 24 | 36    |
| 52    | 15 a 19 | 68    |
| 80    | 10 a 14 | 48    |
| 44    | 5 a 9   | 68    |
| 32    | 0 a 4   | 20    |

## Economia
El 2007 la població en edat de treballar era de 1.007 persones, 731 eren actives i 276 eren inactives. De les 731 persones actives 697 estaven ocupades (363 homes i 334 dones) i 36 estaven aturades (19 homes i 17 dones). De les 276 persones inactives 130 estaven jubilades, 96 estaven estudiant i 50 estaven classificades com a «altres inactius».

### Ingressos
El 2009 a Dogneville hi havia 633 unitats fiscals que integraven 1.518 persones, la mediana anual d'ingressos fiscals per persona era de 20.070,5 €.

### Activitats econòmiques
Dels 53 establiments que hi havia el 2007, 3 eren d'empreses extractives, 2 d'empreses alimentàries, 4 d'empreses de fabricació d'altres productes industrials, 12 d'empreses de construcció, 7 d'empreses de comerç i reparació d'automòbils, 5 d'empreses de transport, 1 d'una empresa d'hostatgeria i restauració, 3 d'empreses financeres, 3 d'empreses immobiliàries, 9 d'empreses de serveis, 1 d'una entitat de l'administració pública i 3 d'empreses classificades com a «altres activitats de serveis».
Dels 14 establiments de servei als particulars que hi havia el 2009, 1 era un taller de reparació d'automòbils i de material agrícola, 2 paletes, 2 guixaires pintors, 2 fusteries, 3 lampisteries, 1 electricista, 1 perruqueria, 1 veterinari i 1 restaurant.
Dels 3 establiments comercials que hi havia el 2009, 2 eren fleques i 1 una joieria.
L'any 2000 a Dogneville hi havia 10 explotacions agrícoles que ocupaven un total de 618 hectàrees.

## Equipaments sanitaris i escolars
L'únic equipament sanitari que hi havia el 2009 era una farmàcia.
El 2009 hi havia una escola elemental.

## Poblacions més properes
El següent diagrama mostra les poblacions més properes.